# Master of None
Master of None ist eine US-amerikanische Dramedy-Fernsehserie, die am 6. November 2015 vom Video-on-Demand-Anbieter Netflix international als komplette Staffel veröffentlicht wurde. Erfunden wurde die Serie von Aziz Ansari, der ebenfalls die Hauptrolle spielt, und Alan Yang. Im Februar 2016 verkündete Ansari, dass Master of None eine zweite Staffel bei Netflix erhalten habe, welche am 12. Mai 2017 veröffentlicht wurde. Eine dritte Staffel mit fünf Episoden erschien am 23. Mai 2021.

## Handlung
Dev ist 32 Jahre alt und versucht, sein Leben als indischstämmiger Schauspieler, der bis jetzt nur Werbespots gedreht hat, in New York City zu meistern. In den Folgen werden verschiedene Aspekte zwischenmenschlicher Beziehungen gezeigt, die sich vom missglückten Date über eine Auseinandersetzung bei einem Casting bis hin zur ernsthaften Liebesbeziehung erstrecken.
In der dritten Staffel konzentriert sich die Handlung auf Devs Freundin Denise und ihre Frau Alicia.

## Besetzung und Synchronisation
Die Serie wird bei der Studio Hamburg Synchron vertont. Thomas Maria Lehmann und Karin Rettinghaus schrieben die Dialogbücher der ersten Staffel. Robert Kotulla, Ariane Huth und Katja Brügger verfassen die Synchronbücher seit der zweiten Staffel. Dialogregie führen Sascha Draeger und Matthias Klimsa.
| Rolle             | Schauspieler           | Hauptrolle | Nebenrolle | Synchronsprecher      |
| ----------------- | ---------------------- | ---------- | ---------- | --------------------- |
| Dev Shah          | Aziz Ansari            | 1.01–      |            | Jens Wendland         |
| Rachel            | Noël Wells             | 1.01–      |            | Katharina von Keller  |
| Arnold Baumheiser | Eric Wareheim          | 1.01–      |            | Sascha Draeger        |
| Brian Cheng       | Kelvin Yu              | 1.01–      |            | Oliver Warsitz        |
| Denise            | Lena Waithe            | 1.01–      |            | Ulrike Johannson      |
| Francesca         | Alessandra Mastronardi | 2.01–      |            | Merete Brettschneider |
| Benjamin          | H. Jon Benjamin        |            | 1.01–      | Volker Hanisch        |
| Todd              | Todd Barry             |            | 1.01–      |                       |
| Colin Salmon      | Colin Salmon           |            | 1.01–      | Tim Grobe             |

## Auszeichnungen und Nominierungen
2015
- American Film Institute Awards

- Official Selection – TV Programs of the Year – gewonnen

2016
- Critics’ Choice Television Award

- Critics’ Choice Television Award for Best Actor in a Comedy Series – Aziz Ansari
- Critics’ Choice Television Award for Best Comedy Series

- Golden Globe Awards

- Best Actor in a Television Series – Musical or Comedy – Aziz Ansari

- NAACP Image Award

- Outstanding Writing in a Comedy Series – Aziz Ansari & Alan Yang – Episode: Eltern
- Outstanding Directing in a Comedy Series – Aziz Ansari – Episode: Eltern

- Peabody Award

- Entertainment and Children’s Programming Honorees – gewonnen

- GLAAD Media Award

- Outstanding Comedy Series

- Primetime Emmy Award

- Outstanding Comedy Series
- Outstanding Lead Actor in a Comedy Series
- Outstanding Directing for a Comedy Series
- Outstanding Writing for a Comedy Series – gewonnen

- Gotham Award

- Breakthrough Series – Long Form

2017
- Primetime Emmy Award

- Outstanding Comedy Series
- Outstanding Lead Actor in a Comedy Series
- Outstanding Writing for a Comedy Series – Aziz Ansari & Lena Waithe – gewonnen

- Gold Derby Awards

- Best Comedy Episode of the Year – Thanksgiving – gewonnen

- Creative Arts Emmy Award

- Outstanding Single-Camera Picture Editing for a Comedy Series – gewonnen

2018
- Golden Globe Awards

- Best Actor in a Television Series – Musical or Comedy – Aziz Ansari – gewonnen